# Slaget vid Errastfer
Slaget vid Errastfer (även slaget vid Errestfer, slaget vid Erastvere) var ett fältslag mellan svenska och ryska trupper som utspelades 30 december 1701 nära Erastvere i östra svenska Livland i Estland), under stora nordiska kriget, där en svensk styrka på 2 200 man under Wolmar Anton von Schlippenbach  besegrades av en över åtta gånger större rysk styrka som anfördes av den ryske generalen Boris Sjeremetev
:688
Svenskarna led förluster på 600 man samt alla sina artilleripjäser.

Ryssarna drabbades av omkring 1 000 döda och 2000 sårade. Det var den första större ryska segern i stora nordiska kriget. Den svenska befälhavaren Schlippenbach lyckades dock rädda sina kvarvarande 1 600 man från att helt utplånas av ryssarna.

Innan Peter den Store kunde invadera Ingermanland säkrade han Polens fortsatta deltagande i kriget mot Sverige genom att lova August den starke 20 000 man ryska hjälptrupper, 100 000 skålpund (strax över 45 000 kilo) krut och 100 000 rubel per år under tre års tid.:688